# Estelle Bernadotte

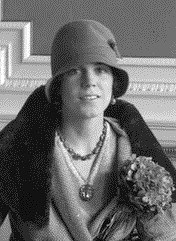
Estelle Manville 1928

Estelle Romaine Bernadotte, geborene Manville (am 26. September 1904 in Pleasantville, USA; gestorben am 28. Mai 1984 in Uppsala, Schweden) war eine mit dem UN-Diplomaten Folke Bernadotte verheiratete US-Schwedin, die sich in internationalen Friedensbewegungen engagierte.

## Privatleben
Estelle Romaine war die einzige Tochter des Industriellen Hiram Edward Manville und seiner Frau Henrietta Estelle Romaine.
Im Sommer 1928 lernte sie an der Côte d’Azur in Beaulieu-sur-Mer anlässlich eines Banketts den Neffen des schwedischen Königs Gustav V. kennen, Folke Bernadotte. Am 3. August gab das Paar seine Verlobung bekannt, am 1. Dezember desselben Jahres heirateten sie in ihrem Geburtsort. Dies war die erste Heirat von einem Mitglied einer europäischen Königsfamilie auf US-Boden.
Die Familie hatte vier Kinder, von denen zwei im Kindesalter starben:
- Gustaf Eduard Bernadotte von Wisborg, (* 20. Januar 1930; † 2. Februar 1936) starb an Operationskomplikationen[2]
- Graf Folke Bernadotte von Wisborg (* 8. Februar 1931), ⚭ 1955 Christine Glahns (* 1932).
- Fredrik Oscar Bernadotte von Wisborg (* 10. Januar 1934; † 30. August 1944)[3]
- Graf Bertil Oscar Bernadotte von Wisborg (* 6. Oktober 1935), ⚭  1. 1966 Rose-Marie Heering (1942–1967), ⚭ 2. 1981 Jill Georgina Rhodes-Maddox.

Am 3. März 1973 heiratete sie ihren zweiten Mann Carl Erik Sixten Ekstrand, welcher sie überlebte. Sie nahm auch dessen Namen an und hieß nunmehr Estelle Ekstrand. Ihren Lebensabend verbrachte sie hauptsächlich in Saint-Paul-de-Vence in Frankreich. Sie starb 79-jährig nach einer Hüftoperation in Schweden.

## Öffentliches Wirken

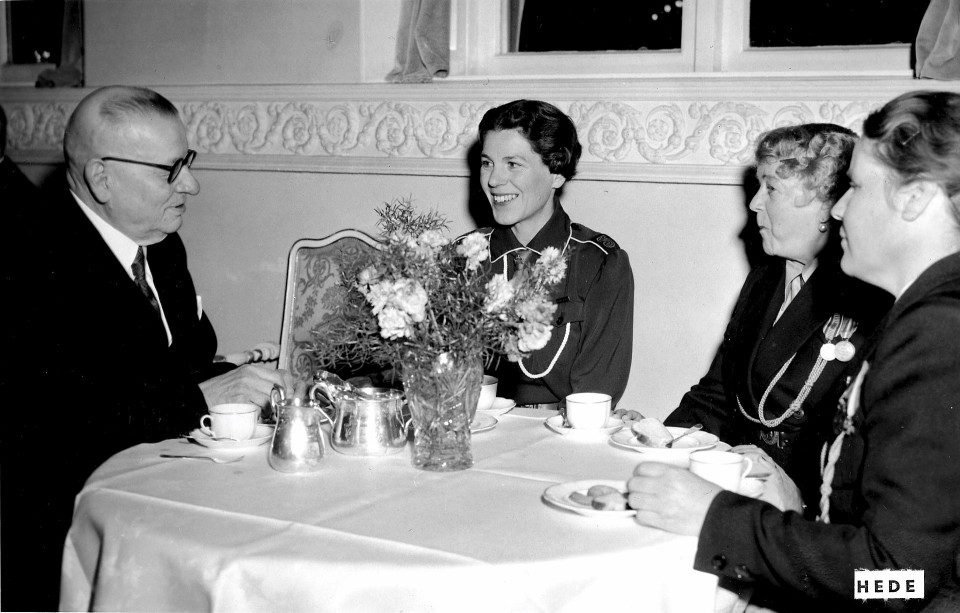
Estelle Bernadotte 1949 in Helsinki

Als Gattin war Estelle Bernadotte an der philanthropischen Arbeit ihres Mannes beteiligt, darunter seiner Arbeit beim Internationalen Roten Kreuz und auch bei der Planung der 1945 durchgeführten Rettung skandinavischer KZ-Häftlinge aus Deutschland (Weiße Busse).
Ihr Ehemann wurde im Mai 1948 als Vermittler in Palästina eingesetzt, um zwischen Israelis und Palästinensern zu verhandeln. Als er am 17. September erschossen wurde, übernahm Estelle Bernadotte die Vermittlung von Ralph Bunche als dessen Nachfolger und organisierte die Friedensbemühungen im Sinne ihres Gatten bis zum Eintreffen Bunches.
Anschließend widmete sich Estelle Bernadotte von 1949 bis 1957 der Führung der schwedischen Pfadfinderinnen. Auf Bitten von Trygve Lie saß sie im Kriegsgefangenenausschuss der Vereinten Nationen. Sie engagierte sich für das Internationale Rote Kreuz und unterstützte UNICEF. Unter dem Namen ihres Mannes richtete sie eine Stiftung für gelähmte Kinder ein, welche sie später für weitere Behinderungen im Kindesalter ausweitete.

## Würdigung
Die schwedische Prinzessin Estelle von Schweden wurde mutmaßlich zu Ehren von Estelle Bernadotte benannt.